# Rotsganzerik
De rotsganzerik (Drymocallis rupestris, synoniem: Potentilla rupestris) is een vaste plant uit de rozenfamilie (Rosaceae). De soort komt van nature voor in Zuidwest- en Midden-Europa, Groot-Brittannië, Noord-Afrika en West-Azië en is inheems in Wallonië. Het aantal chromosomen is 2n = 14.
De plant wordt 10-50 cm hoog en heeft een roodachtige, behaarde, meestal opgaande stengel. Het bovenste deel van de stengel is bezet met klierharen. De onderste, 6-15 cm lange bladeren zijn bezet met haren en klierharen en zijn oneven geveerd met twee tot vier paar veren. Het eindblaadje heeft een korte steel. De elliptische, omgekeerd eirond-elliptische of ovaal-elliptische blaadjes zijn 1,5-5 cm lang en 1-2,5 cm breed. Het eindblaadje is veel groter. De blaadjes zijn dubbelgezaagd tot dubbelgetand. De 3-tallige stengelbladeren zijn kleiner, breed ovaal, diep en soms dubbelgetand. De bovenste stengelbladeren zijn zittend.
De rotsganzerik bloeit vanaf mei tot in juli met witte, 1-2,5 cm grote bloemen. De lange, rechtopstaande, losse, weinig tot rijkbloeiende bloeiwijze is een gevorkt bijscherm. Het is aan de bovenzijde rechtop vertakt. De vijf, driehoekig-ovale kelkbladen zijn ongeveer 7 mm lang en bezet met haren en klieharen. Ze zijn eivormig, puntig en aanzienlijk groter dan de lancetvormige bijkelkbladen. De vijf, 8-12 mm lange kroonbladen zijn omgekeerd eirond.
De vrucht is een meestal behaarde dopvrucht.

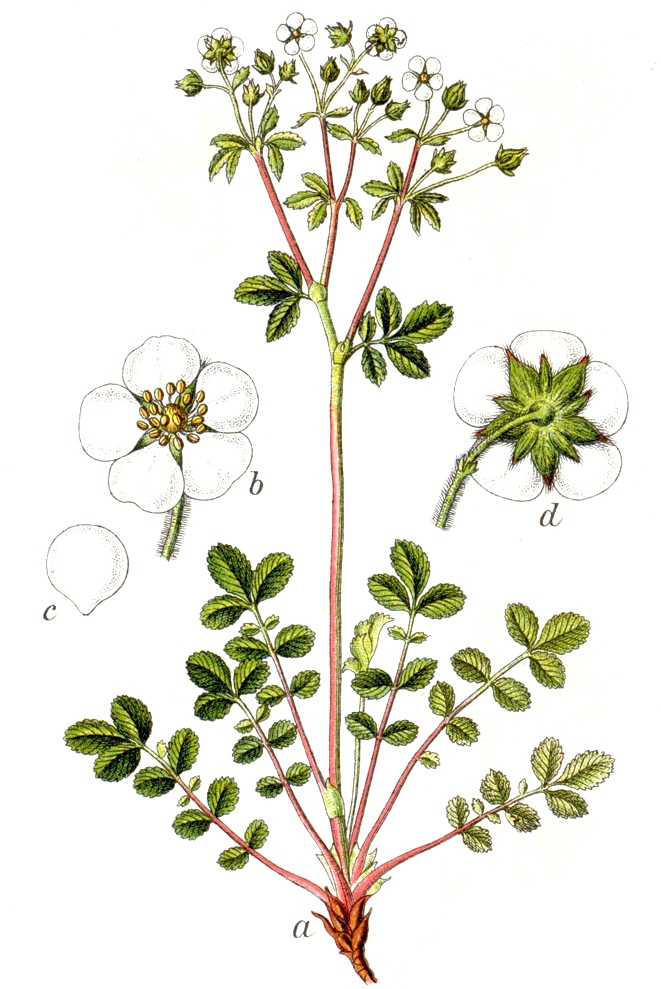
Illustratie van Jacob Sturm
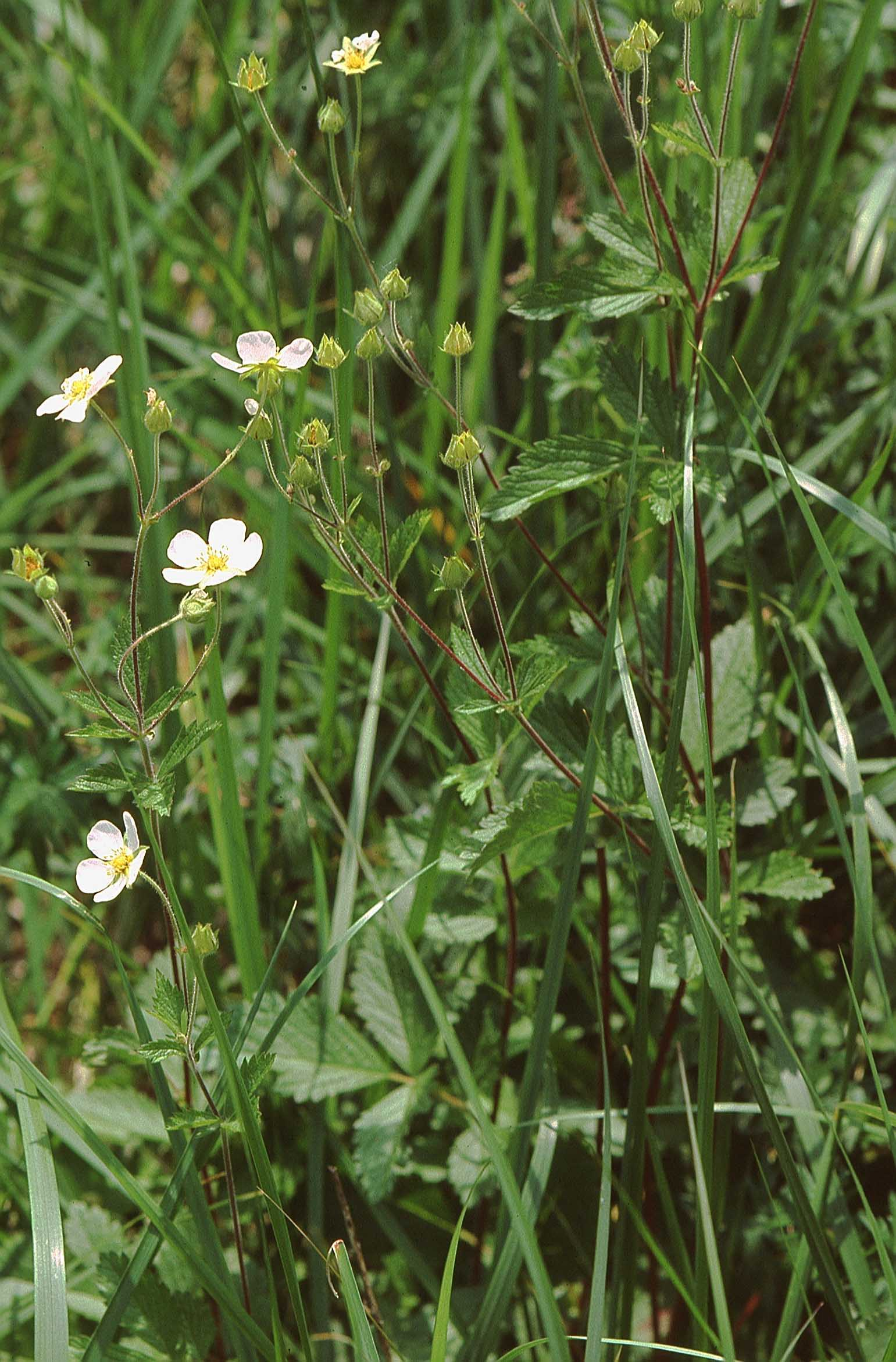
Plant
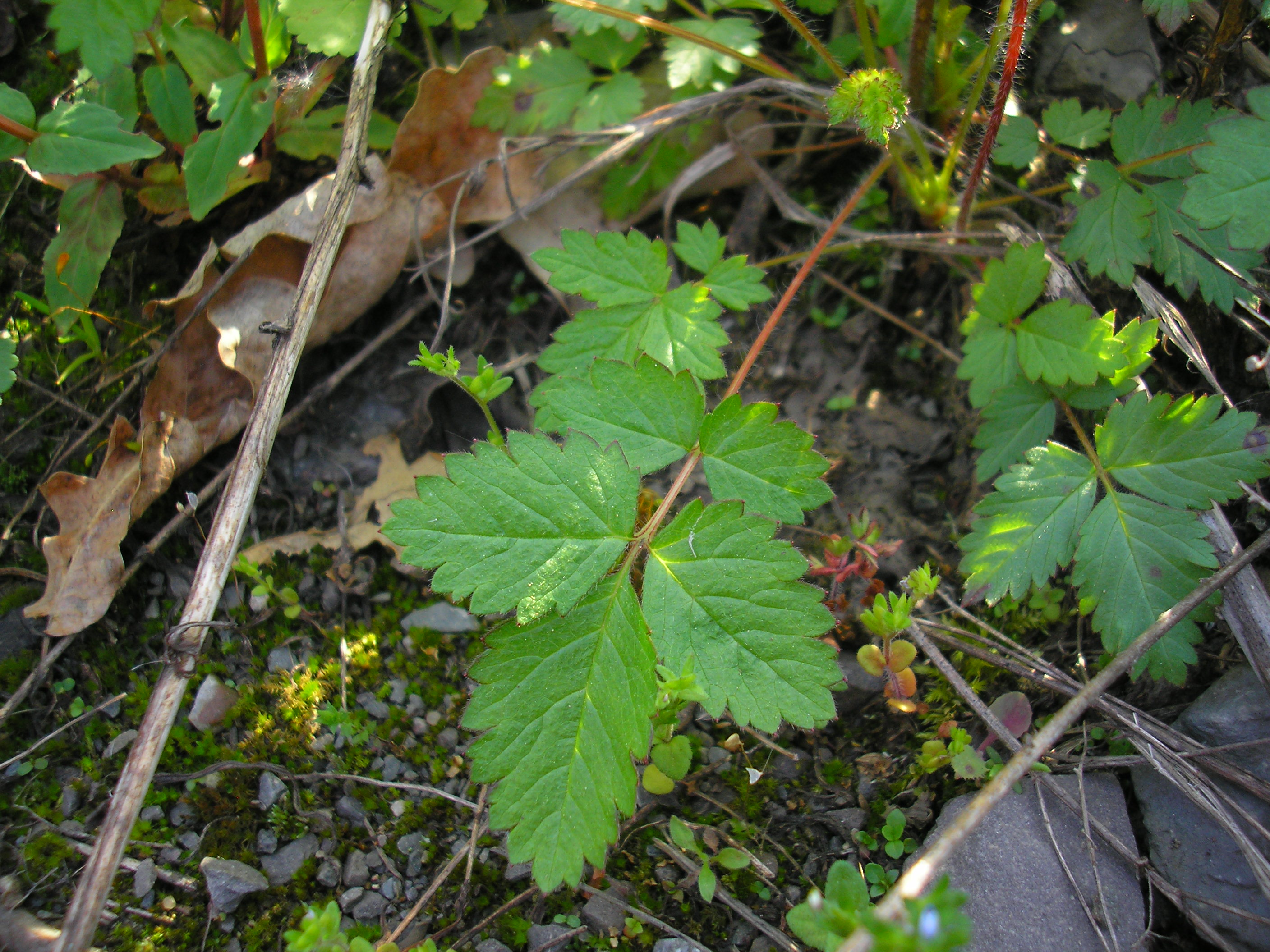
Blad
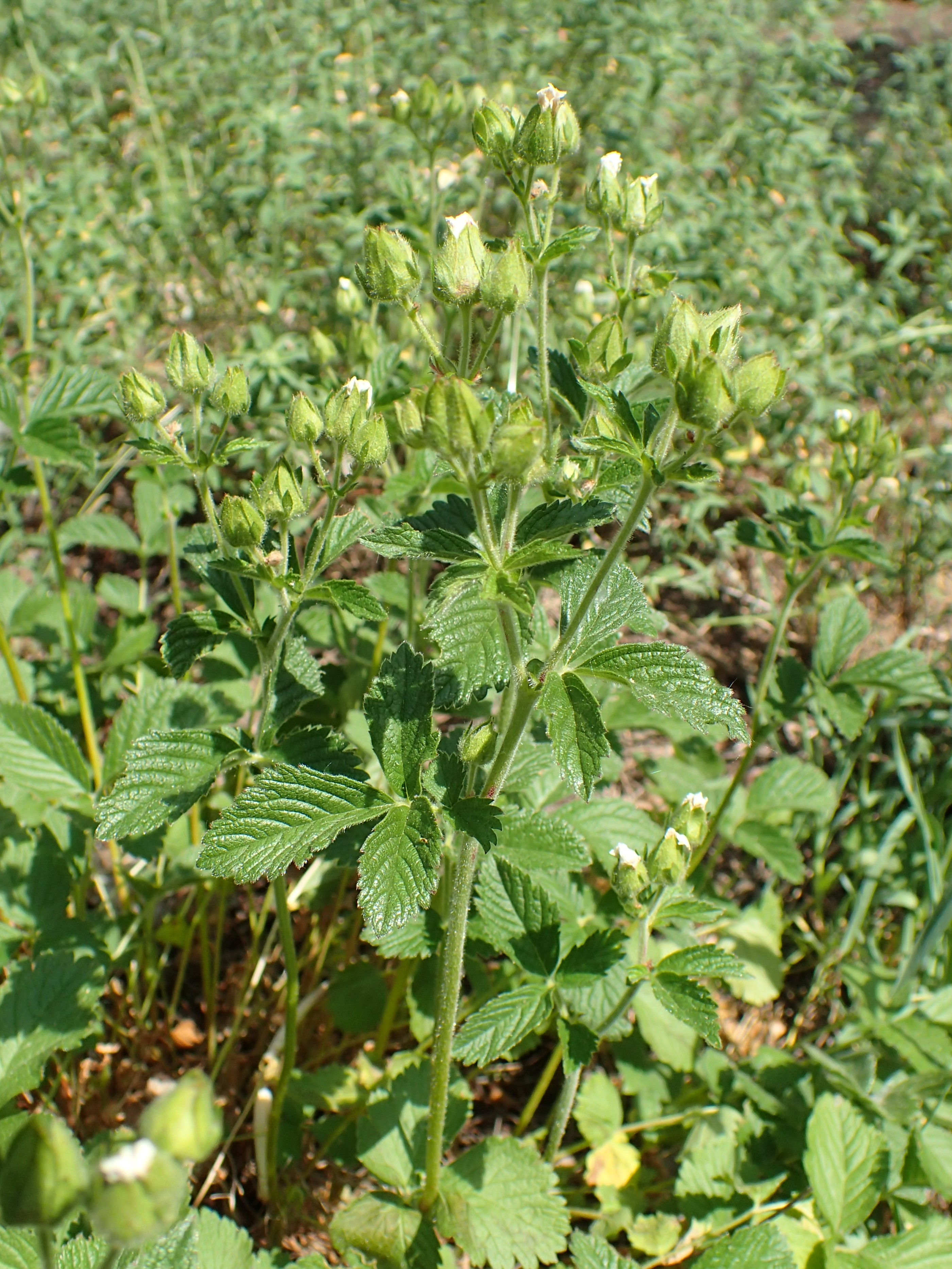
Bloeiwijze
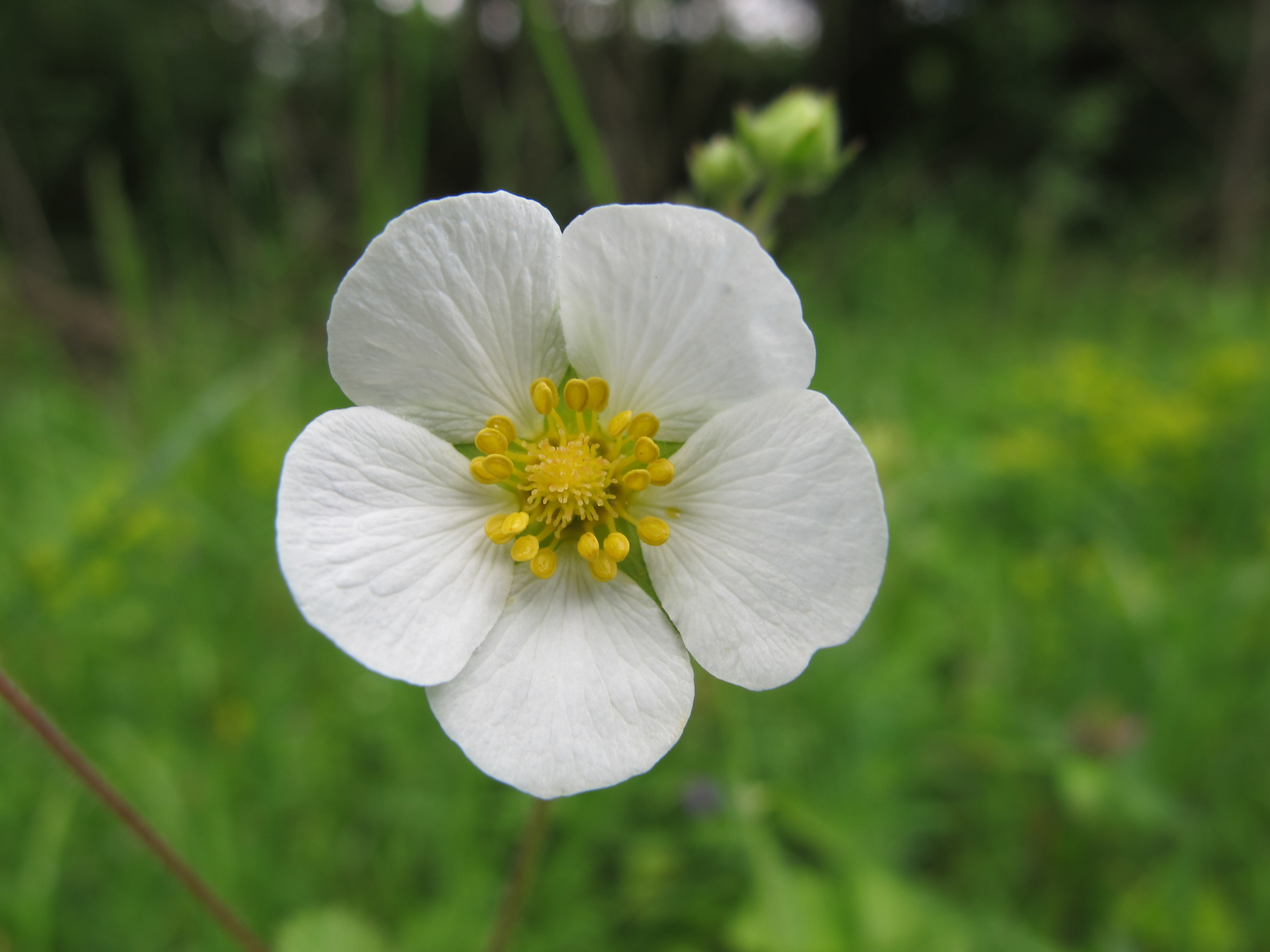
Bloem
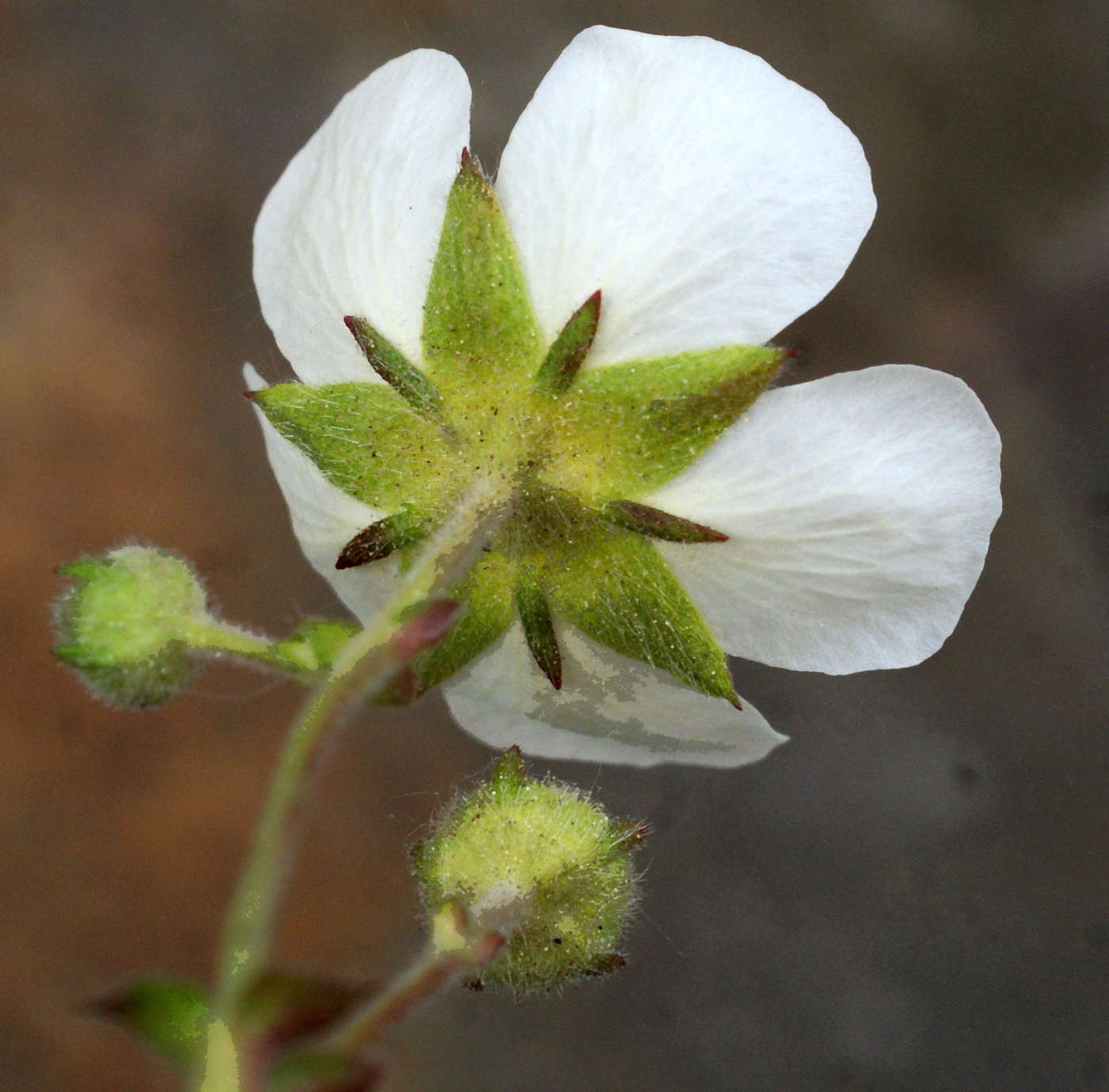
Kelk een bijkelk

De rotsganzerik komt voor op vrij droge rotsachtige, kalkarme grond op open plaatsen in bossen, op kiezelrotsen, muren, grindhellingen en tussen puin.